# Patricia Blair
Patricia Blair (* 15. Januar 1933 in Fort Worth, Texas als Patsy Lou Blake; † 9. September 2013 in North Wildwood, New Jersey) war eine US-amerikanische Schauspielerin.

## Leben
Blair wuchs in Dallas auf und arbeitete zunächst als Model, bis sie einen Filmvertrag bei Warner Brothers erhielt. Ihr Filmdebüt hatte sie in David Butlers Kriegsfilm Die Hölle von Dien Bien Phu neben Peter van Eyck. Weitere Nebenrollen hatte sie an der Seite von Julie London im Film noir Crime Against Joe sowie neben den Horrorfilmlegenden Bela Lugosi, Lon Chaney junior und John Carradine in Die Schreckenskammer des Dr. Thosti.
In den 1960er Jahren verlagerte sich der Schwerpunkt ihrer Arbeit auf das Fernsehen. Zwischen 1962 und 1963 war sie in 22 Episoden als Lou Mallory in der Westernserie Westlich von Santa Fé zu sehen. 1964 erhielt sie die weibliche Hauptrolle der Rebecca Boone in der auf der historischen Figur des Daniel Boone basierenden Abenteuerserie Daniel Boone, die sie bis 1970 in insgesamt 118 Folgen darstellte und durch welche sie Bekanntheit beim US-amerikanischen Fernsehpublikum erlangte. Danach spielte sie noch einige Jahre lang Gastrollen in Fernsehserien wie Petrocelli, ehe sie sich nach einer letzten, kleinen Rolle in Sydney Pollacks Der elektrische Reiter ins Privatleben zurückzog.
Blair starb im September 2013 in ihrem Haus an den Folgen einer Brustkrebserkrankung.

## Filmografie (Auswahl)

### Film
- 1955: Die Hölle von Dien Bien Phu (Jump into Hell)
- 1955: Wolkenstürmer (The McConnell Story)
- 1956: Die Schreckenskammer des Dr. Thosti (The Black Sleep)
- 1959: Stadt in Gefahr (City of Fear)
- 1961: Zu heiß gebadet (The Ladies Man)
- 1979: Der elektrische Reiter (The Electric Horseman)

### Fernsehen
- 1962–1963: Westlich von Santa Fé (The Rifleman)
- 1963: Die Leute von der Shiloh Ranch (The Virginian)
- 1963: Perry Mason
- 1964: Bonanza
- 1964–1970: Daniel Boone
- 1975: Petrocelli